# Григорьев, Николай Николаевич (художник)
Николай Николаевич Григорьев (5 февраля (23 января по старому стилю) 1901, Ржев, Российская империя — 11 мая 1979, Москва, СССР) — советский художник, живописец, пейзажист. Окончил ВХУТЕМАС (ВХУТЕИН), член Московского отделения союза художников (МОСХ), объединений «Крыло», «Бытие» и ОМХ.
Работы Н. Н. Григорьева хранятся в Третьяковской галерее, Историко-этнографическом музее-заповеднике «Шушенское», Звенигородском государственном музее-заповеднике, Люберецком краеведческом музее и частных собраниях.

## Ранние годы
Николай Григорьев родился 5 февраля (23 января) 1901 в городе Ржев Тверской губернии в семье мещанина Николая Михайловича Григорьева и Натальи Петровны (в девичестве Самбуровой). Крещен 30 января по старому стилю в Ржевской Николаевской церкви.
Николай Михайлович до национализации в 1918 году владел доходным домом № 9/1 на углу улицы Грязной и Большого Николаевского переулка (современный адрес: Русаковская ул., Б. Николаевский пер. д. 1/5, кв. 1). Вместе с семьей был переселен из барской квартиры на втором этаже, в небольшую квартиру на первом. Остальные помещения дома были переделаны в коммунальные квартиры и заселены.
В детстве Н. Н. Григорьев учился играть на скрипке, пока тяжелое простудное заболевание не привело к прогрессирующей потере слуха.

## Учеба
Николай Григорьев учился в Московском Александровском коммерческом училище (1911—1917). Училище закрыли в 1918 году и разместили в его корпусах 6-ю советскую трудовую школу II ступени Басманного района, в которой Григорьев учился последние два класса с 1918 по 1919 гг. В 1919 году Григорьев поступил на архитектурное отделение Московского высшего технического училища, но уже 13 марта 1920 года был призван в Красную армию. В 1921 году поступил на живописный факультет ВХУТЕМАС, где его учителями были участники объединения «Бубновый валет» Александр Осмёркин и Илья Машков, а также реалист Сергей Герасимов.

## «Бытие», «Крыло» и ОМХ
В 1926 году после окончания учебы вступает в общество «Бытие», основанное выпускниками ВХУТЕМАСа. Участники общества были последователями сезаннизма и среди прочих жанров отдавали предпочтение пейзажу, портрету и натюрморту. В обществе состояли также Петр Кончаловский, Александр Куприн, Александр Осмёркин и другие сторонники «Бубнового валета».
В этом же году впервые выставлены шесть пейзажей Николая Григорьева на экспозиции Государственной выставки картин общества художников «Бытие». В 1927 году Николай Григорьев присоединяется к молодежной художественной группе «Крыло». В 1928 году художники расформированной группы «Крыло» присоединяются к ОМХ (Общество московских художников), председателем которого в те годы был Игорь Грабарь, а затем Аристарх Лентулов. В 1929 году проходит коллективная выставка ОМХ в Московском парке культуры и отдыха, на которой Григорьев выставляет работу «Серый день».

## Армения
В 1930 году по направлению сектора искусств Наркомпроса РСФСР Николай Григорьев отправился в творческую командировку в Армению, на Алавердский медеплавильный завод. Результатом командировки стала картина «Алавердский завод».
Из письма семье от 25 августа 1930 г.:
«За четыре дня пригляделись, и все больше и больше захватывает красота Кавказа. Цвета бывают поразительно тонкие и красивые. Мы поднимались на горы и селения, где от самого простенького сюжета — домика с красной черепичной крышей на фоне гор — невозможно было оторваться; это так благородно и тонко по цветам, что словами нечего и пытаться описывать».

## Керчь
В 1931 году командирован в Керчь во время которой были организованы отчетная и передвижная выставка живописцев, командированных в Азово-Черноморский район. По результатам поездки в 1933 году состоялась первая персональная выставка Николая Григорьева в московском клубе им. Авиахима. В экспозиции показали живописные пейзажи и серию акварелей о жизни рыбаков: «Подготовка сетей перед выходом в море», «Подготовка к путине», «Баркасы у холодильника», «Вечер в Керченском порту», «Просушка сетей», «У пристани Азово-Черноморского Рыбтреста в Керчи».
Из буклета выставки 1933 года:
«Н. Н. Григорьев не подвергся формалистическим веяниям современного западноевропейского буржуазного искусства. Его произведения понятны массовому зрителю. Как молодой художник советской выучки Н. Н. Григорьев старается овладеть советской тематикой и необходимым мастерством, в чем можно убедиться на данной выставке».

## Военные годы
Во время Великой Отечественной войны Николая Григорьева не отправили на фронт из-за проблем со слухом. В 1941 году он работал в мастерской «Окна ТАСС» № 1 и создавал плакаты военно-образовательного значения. В 1942 эвакуировался в Воронеж к жене и детям, где продолжил агитационную работу в местном отделении «Окон ТАСС» и создавал агитационные муралы.
«Я писал эти слова полузамерзшей малярной кистью, люлька проклятая болталась на ветру, холод был лютый, мне вроде бы что-то орали снизу, но я же не мог слышать…А когда вниз спустился, на меня накинулся прораб: „Нельзя так перегибаться через бортик! Чуть не упал вниз, а там высота 8 метров!“. Что ж, это мой маленький посильный вклад художника в то, что людоеду все же снесли голову».
Когда немецкая армия заняла Воронеж, Григорьев с семьей пешком бежали до Борисоглебска, а оттуда на поезде до Тамбова, где от хронической дизентерии умер младший сын Григорьевых Сева. Когда немцы дошли до Тамбова, Григорьевы решили вернуться в Москву. В 1943 Григорьев работал на лесозаготовках. Лето семья провела в подмосковной деревне Свистуха, где Григорьев наконец смог вернуться к живописи.

## Послевоенные годы
В послевоенные годы Николай Григорьев испытывает материальные трудности. Художник вынужденно подрабатывает копиистом и много пишет Москву и подмосковье, предпочитая работать при пасмурной погоде.
Из письма от 20 июля 1948:
«У меня с 1 января не было заработка, 6 июля я сдал одну картину („Кремль“) в Произв.-худож. мастерские за 800 р. (вместо 2000-3000 руб., как бывало). Вообще расценки на картины низкие: цветы — 300—500 руб., и принимают очень с выбором. После того, как сдал картину, зачислили в штатные художники, так что имею право приносить туда работы на Худож. совет. Здесь один плюс: платят по принятии вещи, а не как при сдаче на комиссию, то есть — когда продадут. Сказали, тема Москвы их интересует. Правда сейчас берут только жанровые картины, предпочтительно с пионерами».
В 1949 году Министерство Государственной безопасности выдало Григорьеву разрешение на проведение зарисовок в Москве, в строго обозначенных местах: Москва-река и река Яуза в черте города; Москва-река с видом на Кремль и Московский мост с Каменного моста; Москва-река с видом на Кремль и Дом Правительства с Кропоткинской набережной; Химкинский порт и вокзал; Парк культуры и отдыха им. Горького с рекой и набережной; Александровский сад с видом на стену и башни Кремля; Пушкинская площадь с памятником А. С. Пушкина; Улица Горького от Моссовета до Охотного ряда; зарисовки порта и вокзала — по усмотрению органов охраны МГБ и администрации.
Летние месяцы семья проводит на дачах подмосковья, где Григорьев писал пейзажи. Среди любимых мест художника Звенигород, Мякинино, Рублево, Троице-Лыково, Калистово, Ашукинская, Городок (Радонеж), Абрамцево, Сергиев-Посад, Переславль-Залесский. В 1950 г. Григорьев с семьей отправляются в Феодосию и Старый Крым для создания серии работ. В 1950—1960-е гг. совершали поездки на Волгу, Оку, в Эстонию,Латвию, во Владимир, Суздаль, Ленинград, Тверь, Киев. На протяжении двух десятилетий Николай Григорьев продолжал писать и участвовать в выставках вплоть до своей смерти в 1979 году.

## Выставки
1926 г. — Государственная выставка картин общества художников «Бытие»
1927 г. — выставка группы «Крыло»
1929 г. — выставка ОМХ в Московском парке культуры и отдыха.
1933 г. — первая персональная выставка Николая Григорьева в московском клубе им. Авиахима
1936 г. — выставка московских художников в Ялте (Алексеева, Шевчук, 2016, с. 102—140)
1930-е — выставка «Акварельный вернисаж» Всесоюзного комитета по делам искусств
1930-е — Дальневосточная выставка московских и ленинградских живописцев
1939 г. — Всесоюзная выставка молодых художников, посвященной 20-летию ВЛКСМ
1936 г. — выставки в клубах им. Авиахима и им. Микояна
1947 г. — «800 лет Москвы»
1953 г. — «Весенняя экспозиция московских художников»
1954 г. — «Весенняя экспозиция московских художников»
1957 г. — «Москва социалистическая»
1960 г. — «Художники столицы — строителям Москвы»
1967 г. — «Художники Москвы — 50-летию Октября»
1962 г. — Персональная выставка Н. Н. Григорьева в Доме культуры и техники на Волхонке, 13 (вернисаж 6 марта 1962 г.)
1976 г. — Персональная выставка в санаторно-лесной школе № 11 (поселок Томилино, Люберецкий район МО, апрель — май 1976г .)
1988 г. — Персональная выставка (первая посмертная) Н. Н. Григорьева в Люберецком краеведческом музее (10 января 1988 г.)

## Критика
Искусствовед Алексей Александрович Вольтер о персональной выставке Н. Н. Григорьева на Волхонке, газета «Московский художник»:
«Более ста произведений живописи и акварелей представлено на обозрение и оценку творчества москвичам. По своему призванию Николай Николаевич Григорьев — художник-пейзажист, любящий интимно беседовать с природой и в общении с ней искренне и непосредственно поверять ей свою любовь к Родине. Когда любуешься лирическими пейзажами художника Н. Н. Григорьева, то отмечаешь, что его натуре, его мироощущению созвучны и определенные состояния наблюдаемой им природы <…> Николай Николаевич Григорьев — глубоко русский, советский художник. Лирический строй его художественного мировоззрения, гармонически-светлого, полного душевной ясности и мира, — глубоко гуманистичен».
Искусствовед О. Санина, газета «Люберецкая правда»:
«Самая сильная сторона дарования Григорьева — цвет. Цветом он строит формы, передает пространство. Цвет несет на себе основную смысловую нагрузку, его оттенки служат для передачи различных состояний природы и человеческой души. Хочется отметить большую серию акварелей, посвященных Москве и написанных в красивой, серовато-жемчужной гамме. В картинах Н. Н. Григорьева нет необычных эффектов, они покоряют сердце зрителя своей задушевностью. В них много поэзии, лирики и обаятельной скромной простоты, что всегда отличало творчество истинного мастера».

## Семья
Жена — Вера Петровна Шестакова (1899—1972). Сын Алексей (1936 года рождения), сын Сева (1940—1942).